# 1874 in Italia

## Avvenimenti
- 12-16 giugno: in un congresso riunitosi a Venezia su iniziativa di Giovanni Battista Paganuzzi, diverse organizzazioni cattoliche costituiscono l’Opera dei Congressi che contesta la legittimità dello Stato italiano e spinge per il ripristino del potere temporale del papato[1].

- 30 giugno: a Firenze  è posta la prima pietra per  la costruzione del Tempio maggiore israelitico, secondo il progetto di Marco Treves; la prima pietra era giunta da Gerusalemme. L'edificio sarà inaugurato nel 1882.

- 8 agosto: fallimento di un tentativo insurrezionale a Bologna. Alla vigilia delle elezioni legislative in Italia, il governo conservatore di Marco Minghetti fa arrestare i leader dell'Alleanza Socialista e i sostenitori dell'Internazionale che stavano preparando un complotto[2].

- 10 settembre: Pio IX rinnova l'interdizione per i cattolici a partecipare alle elezioni sia elettori che come candidati, già espressa con il Non expedit)[3][4].

- 8 e 15 novembre: Elezioni politiche[5][6][7].

- 23 novembre: inizio della XII legislatura del Regno d'Italia[5]. I risultati delle elezioni legislative segnano una certa svolta a sinistra causata dalla politica finanziaria del governo.

- Vittorio Emanuele II decide di abolire per sempre la corsa dei barberi, evento del  carnevale romano, a causa della morte di un giovane rimane travolto.

## Cultura

### Archeologia
- 20 novembre: a Pompei, viene realizzato il calco del cane, uno dei più noti calchi pompeiani[8].

- viene scoperta a Corneto la Tomba delle Leonesse.

- a Roma, sull'Esquilino, in una sala degli Horti Lamiani, viene ritrovata la Venere esquilina[9]

### Letteratura
- 17 maggio: su Rivista minima appare Lezione d'anatomia, una poesia di Arrigo Boito.
- 15 giugno: Nedda (novella), una novella di Giovanni Verga, è pubblicata sulla "Rivista Italiana di Scienze, Lettere ed Arti"
- esce Miranda un poemetto narrativo di Antonio Fogazzaro.
- prima stesura di Davanti San Guido, di Carducci.
- esce La colonia felice, un romanzo di Carlo Dossi.
- è pubblicata Mastr'Impicca, una fiaba sui generis di Vittorio Imbriani.

### Musica

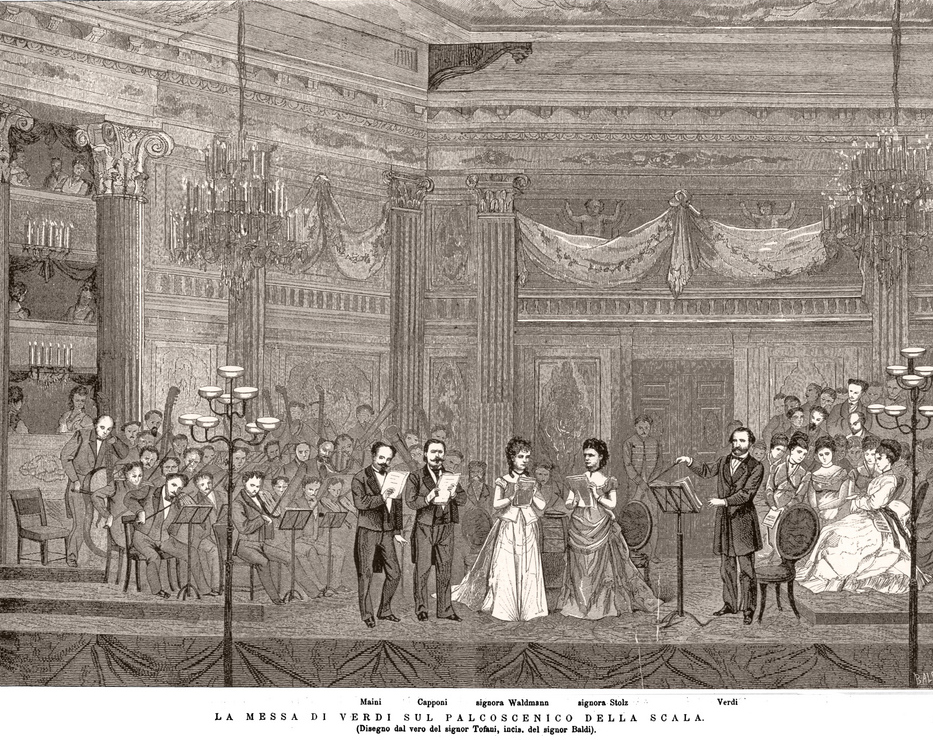
Prima del Requiem di Giuseppe Verdi a La Scala di Milan le 25 maggio.

- 22 maggio: il Requiem di Giuseppe Verdi è suonato nella Chiesa di San Marco di Milano. Il 25 viene replicata alla Scala.